# NGC 6417
NGC 6417 est une galaxie spirale barrée située dans la constellation d'Hercule. Sa vitesse par rapport au fond diffus cosmologique est de 3 255 ± 5 km/s, ce qui correspond à une distance de Hubble de 48,0 ± 3,4 Mpc (∼157 millions d'al). NGC 6417 a été découverte par l'astronome allemand Albert Marth en 1864.
La classe de luminosité de NGC 6417 est II et elle présente une large raie HI. Elle renferme également des régions d'hydrogène ionisé. En raison d'une brillance de surface égale à 14,05 mag/am2, on peut qualifier NGC 6417 de galaxie à faible brillance de surface (LSB en anglais pour low surface brightness). Les galaxies LSB sont des galaxies diffuses (D) avec une brillance de surface inférieure de moins d'une magnitude à celle du ciel nocturne ambiant.
À ce jour, trois mesures non basées sur le décalage vers le rouge (redshift) donnent une distance de 45,367 ± 1,450 Mpc (∼148 millions d'al), ce qui est à l'intérieur des valeurs de la distance de Hubble.